# 墮落天使 (1995年電影)
《墮落天使》是1995年上映的一部香港電影，由王家衛編劇及執導，陳勳奇負責電影配樂，黎明、金城武、李嘉欣、楊采妮主演。本片榮獲第32屆金馬獎最佳剪輯、最佳美術設計以及第15屆香港電影金像獎最佳女配角（莫文蔚）、最佳攝影、最佳原創電影音樂。

## 劇情
這部電影由兩個幾乎毫無關聯的故事組成，除了一些角色碰巧同時在同一個地方經歷偶然的衝突。兩個故事都發生在香港。
都市的夜空下，堕落天使像游魂一样飘荡。天使1号是个杀手，一切工作都由天使2号替他安排。天使2号喜歡在天使1号不在家時潛入後者家中。天使3号自从5岁那年吃了一罐过期的凤梨罐头后便不再讲话。他经常半夜撬开别人的店面，做不用本钱的生意。某夜，他遇到天使4号，并把她看作自己的初恋，兩人四處去找天使4号的情敵。天使1号某天巧遇自稱其旧爱的天使5号，兩人的關係是單向且短暫的，只留下傷痛的天使5号。天使1号決心洗手不幹，但在最後一次任務中被人擊斃，極可能是天使2号所設的局。天使3号的父亲去世，夜里他反复看父亲生前的录像。天使3号巧遇穿著空服員制服的天使4号，但她非但不記得天使3号，且已有了新歡。最後，被人暴打一顿的天使3号遇到孤身一人的天使2号，于是开摩托车送她回家。两人紧紧贴在一起，分享着短暂的温暖。

## 演員列表
| 角色               | 演員   |
| 天使1号（黃志明）  | 黎明   |
| 天使2号            | 李嘉欣 |
| 天使3号（何志武）  | 金城武 |
| 天使4号（Charlie） | 楊采妮 |
| 天使5号            | 莫文蔚 |
| 半夜客人           | 陳輝虹 |

## 取景地
- 觀塘裕民坊及觀塘道一帶建築物
- 灣仔春園街愛群理髮
- 西灣河站
- 澳門巧華機器洗染(荷蘭園店)

## 開發和製作
《墮落天使》最初為王家衛構思為1994年電影《重慶森林》的第三個故事，但由於《重慶森林》的篇幅拉得太長，所以最後《墮落天使》單獨發展成自己的電影，並延續前作使用的元素，如主題、地點和拍攝方法製作。也嘗試將它與《重慶森林》區分開來並嘗試全新的元素，王家衛與攝影師杜可風決定在夜晚拍攝，並使用超廣角鏡頭，讓相機盡可能靠近演員，以產生超然的效果來自他們周圍的世界。
在接受採訪時，王家衛說道：
...對我來說，《重慶森林》和《墮落天使》是一部應該長達三個小時的電影。我一直認為這兩部電影應該放在一起看是雙重的。其實在接受《重慶快報》採訪時，有人問我：『你把這兩個完全沒有關係的故事拍了下來，那你怎麼把它們聯繫起來？』 我說，《重》的主角不是王菲或金城武，而是城市本身，香港的黑夜和白晝。《重》和《墮》是香港的光明和黑暗。我認為兩部電影是相互可逆的，王菲的角色可能會是《墮》中的金城武；然而《重》中的林青霞可能就是黎明。他們所有的角色符號都是相通的。

## 音樂

### 電影歌曲
《墮落天使》原聲帶收錄由關淑怡翻唱的〈忘記他〉版本，原為鄧麗君1980年代專輯《勢不兩立》的主打歌曲，也是王家衛在電影中使用的極少數「當代」粵語歌曲之一。在電影中，這首歌被用作天使1号給他的搭檔天使2号的訊息。整部電影播出的曲目還包括Nogabe Randriaharimalala的〈Because I'm Cool〉。勞里·安德森的歌曲〈Speak My Language〉在電影中也被使用。
電影的最後一個場景使用了英國樂隊飛行糾察隊的〈只有你〉翻唱版本，歌曲〈十字天使〉是電影《墮落天使》的主題曲，由 C. Y. Kong 作曲及編曲、向雪懷填詞、黎明主唱，歌曲收錄於黎明的個人音樂專輯《天地豪情》。

## 發行

### 票房
在香港院線上映期間，《墮落天使》的票房收入為7,476,025港幣。1998年1月21日，《墮落天使》通過奇諾國際公司於北美進行有限院線放映，首映週末在一家美國影院獲得13,804美元的票房收入。最終的北美影院總票房為163,145美元。
2004年，澳大利亞發行公司Accent Film Entertainment發布了該電影16x9長寬比增強的重新製作的大寬屏版本。

### 評價
在《芝加哥太陽時報》中，羅傑·艾伯特在四顆星中給了《墮落天使》三顆星的成績：
這有點令人筋疲力盡，也有點令人振奮，絕對會吸引在唱片行的日本動畫區看到的那種人，他們的袖子被剪掉，這樣你就可以看到他們的紋身。 以及訂閱三本以上電影雜誌、喜愛車庫搖滾的人、藝術系的學生。這絕對這不適合給普通的電影觀眾看，當然除非他們想看新的東西。
《紐約時報》的斯蒂芬霍爾頓表示：
《墮落天使》是一組密集的滑稽小插曲，具有流行歌曲或單口喜劇即興演奏的自主性，這些所有都和高架火車、地鐵站和霓虹燈街道的重複鏡頭拼接在一起。儘管故事發生了悲劇性的轉折，但這部電影給人的感覺就像微弱的流行音樂一樣失重，它讓不安的午夜漫步者，就像遊戲街機中的電子玩具人偶般在城市中穿梭。
在《鄉村之聲》中，J.霍伯曼寫道：
新浪潮主義的極致，MTV異化的極致，世紀末最性感的電影，關於神秘、孤獨和對電影的非理性熱愛的煙火奇觀，將王家衛的風格推向了自我的邊緣。
霍伯曼和艾米·陶賓將《墮落天使》列入了十年前十部電影的榜單，而《鄉村之聲》的十年末影評人投票則將《墮落天使》排名第10位，是王家衛所有電影中排名最高的。在爛番茄上，基於 22條評論獲得了95%的正面評價，平均評分為7.90/10。在Metacritic上根據13條評論，整部電影加權平均得分為71分（滿分100分），獲得“普遍好評”的成績。

## 獎項
| 年份 | 頒獎典禮                  | 獎項             | 名單                   | 結果 |
| ---- | ------------------------- | ---------------- | ---------------------- | ---- |
| 1995 | 第2屆香港電影評論學會大獎 | 最佳導演         | 王家衛                 | 提名 |
| 1995 | 第2屆香港電影評論學會大獎 | 最佳男演員       | 金城武                 | 提名 |
| 1995 | 第2屆香港電影評論學會大獎 | 推薦電影         |                        | 獲獎 |
| 1995 | 第32屆金馬獎              | 最佳攝影         | 杜可風                 | 提名 |
| 1995 | 第32屆金馬獎              | 最佳剪輯         | 張叔平、黃銘林         | 獲獎 |
| 1995 | 第32屆金馬獎              | 最佳美術設計     | 張叔平                 | 獲獎 |
| 1995 | 第32屆金馬獎              | 最佳電影音樂     | 陳勳奇                 | 提名 |
| 1996 | 第15屆香港電影金像獎      | 最佳電影         |                        | 提名 |
| 1996 | 第15屆香港電影金像獎      | 最佳導演         | 王家衛                 | 提名 |
| 1996 | 第15屆香港電影金像獎      | 最佳女配角       | 莫文蔚                 | 獲獎 |
| 1996 | 第15屆香港電影金像獎      | 最佳新演員       | 陳萬雷                 | 提名 |
| 1996 | 第15屆香港電影金像獎      | 最佳攝影         | 杜可風                 | 獲獎 |
| 1996 | 第15屆香港電影金像獎      | 最佳剪接         | 張叔平、黃銘林         | 提名 |
| 1996 | 第15屆香港電影金像獎      | 最佳美術指導     | 張叔平                 | 提名 |
| 1996 | 第15屆香港電影金像獎      | 最佳服裝造型設計 | 張叔平                 | 提名 |
| 1996 | 第15屆香港電影金像獎      | 最佳原創電影音樂 | 陳勳奇、Roel A. Garcia | 獲獎 |
| 1996 | 第1屆香港電影金紫荊獎     | 最佳導演         | 王家衛                 | 提名 |
| 1996 | 第1屆香港電影金紫荊獎     | 最佳男主角       | 金城武                 | 提名 |
| 1996 | 第1屆香港電影金紫荊獎     | 最佳女主角       | 李嘉欣                 | 提名 |
| 1996 | 第1屆香港電影金紫荊獎     | 最佳男配角       | 陳輝虹                 | 提名 |
| 1996 | 第1屆香港電影金紫荊獎     | 最佳女配角       | 莫文蔚                 | 獲獎 |
| 1996 | 第1屆香港電影金紫荊獎     | 最佳女配角       | 楊采妮                 | 提名 |
| 1996 | 第1屆香港電影金紫荊獎     | 最佳攝影         | 杜可風                 | 獲獎 |
| 1996 | 第1屆香港電影金紫荊獎     | 歐米茄最富創意   |                        | 提名 |
| 1996 | 第1屆香港電影金紫荊獎     | 十大華語片       |                        | 獲獎 |

## 外部連結
- 香港影庫上《墮落天使》的資料（繁體中文）
- 開眼電影網上《墮落天使》的資料（繁體中文）
- 豆瓣电影上《墮落天使》的資料 （简体中文）
- 时光网上《墮落天使》的資料（简体中文）
- AllMovie上《墮落天使》的资料（英文）
- 爛番茄上《墮落天使》的資料（英文）
- 互联网电影数据库（IMDb）上《墮落天使》的资料（英文）